# Homosexualitat i catolicisme

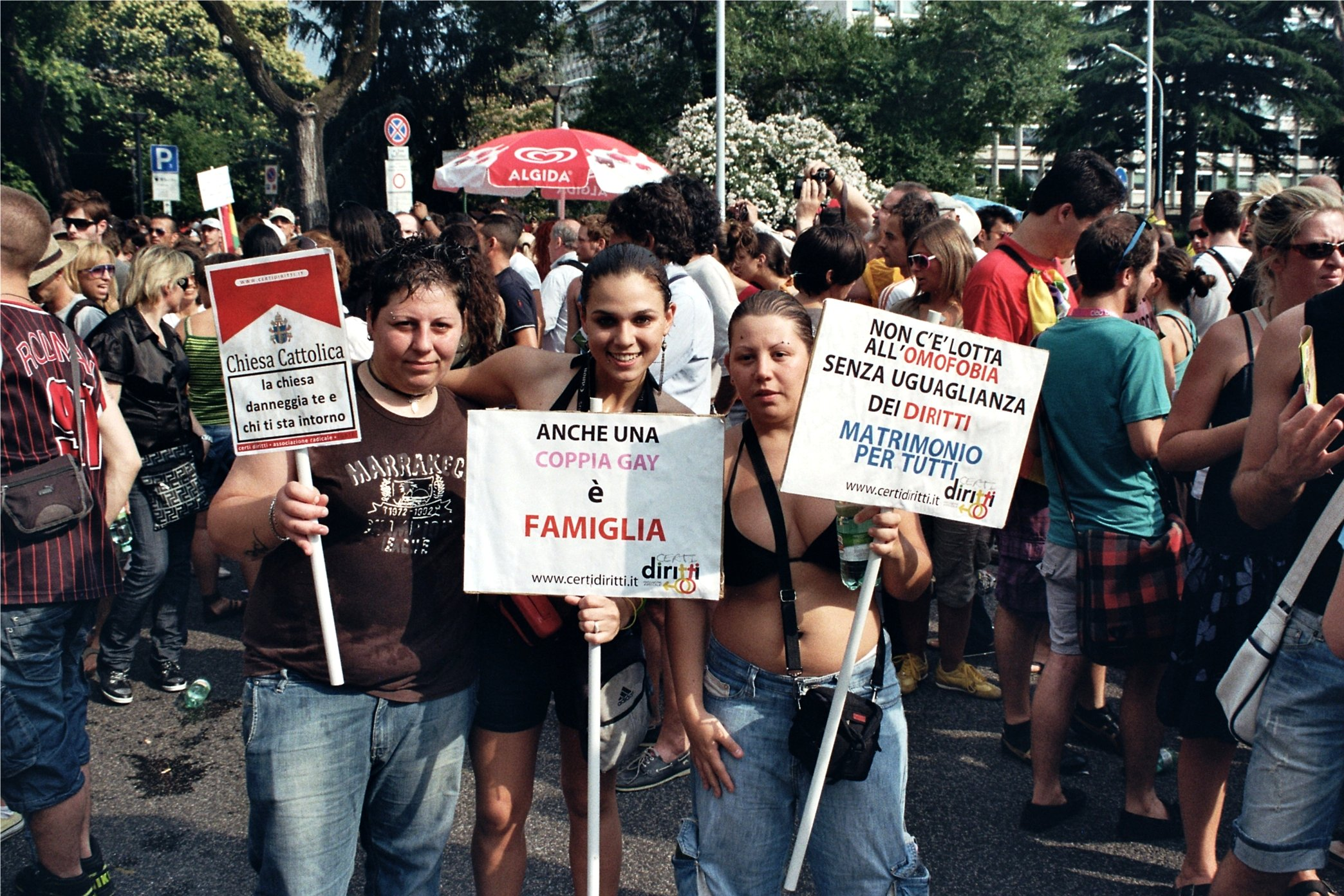
Noies lesbianes manifestant-se a Roma a favor de les famílies gais, en el dia de l'Orgull de 2010,

L'Església catòlica considera el comportament sexual humà dins de l'àmbit del matrimoni i destinat de manera natural a la procreació. El sexe anal i homogenital són considerats pecaminosos ja que els actes sexuals, per naturalesa, són, des d'aquesta perspectiva, unitius i procreatius. Cal assenyalar, no obstant això, que l'Església critica els actes homosexuals, no la condició d'homosexualitat mateixa (motiu pel qual, si bé l'acte homosexual és pecat, el fet de ser homosexual no ho és). L'Església també entén que la complementarietat dels sexes és part del pla de Déu.
De la mateixa manera que qualsevol acte sexual realitzat fora del matrimoni catòlic, els actes sexuals entre persones del mateix sexe són incompatibles amb aquestes creences, ja que no estan destinats a la procreació (són desordenats, en terminologia catòlica)
| «                                                 | […] 'els actes homosexuals són intrínsecament desordenats' Són contraris a la llei natural […] No procedeixen d'una vertadera complementarietat afectiva i sexual. no poden rebre l'aprovació en cap cas. | » |
| — Catecisme de l'Església Catòlica, paràgraf 2357 | |   |

Aquestes doctrines no es troben limitades a la homosexualitat, sinó que també són la premissa general per les prohibicions catòliques contra, per exemple, la fornicació i totes les altres formes de sexe que no persegueixin la procreació dins el matrimoni, tals com la contracepció, l'adulteri, la pornografia i la masturbació. El matrimoni és considerat com un sagrament i només pot ser celebrat entre un home i una dona, de manera que queda prohibit qualsevol tipus de benedicció a parelles del mateix sexe.

## Posició oficial
L'Església ha declarat que els "desitjos" o "atraccions" homosexuals no són necessàriament pecaminosos en si mateixos. Són "trastorns" en el sentit de que són temptacions per a fer una cosa pecaminosa (és a dir, sexe homosexual), però les temptacions, si van unides a l'autocontrol, no són considerades pecaminoses en si mateixes. D'aquesta manera, mentre que l'Església s'oposa a les temptatives de legitimar els actes homosexuals, també proclama oficialment respecte i amor per aquells que senten atracció cap a persones del mateix sexe.Per aquest motiu, l'Església Catòlica, s'oposa oficialment a la persecució i la violència contra ells:
| «                                                 | Un nombre apreciable d'homes i dones presenten tendències homosexuals instintives. No elegeixen la seva condició homosexual, aquesta constitueix per a la majoria d'ells una autèntica prova. Han de ser acollits amb respecte, compassió i delicadesa. S'evitarà, respecte a ells, qualsevol signe de discriminació injusta. Aquestes persones estan cridades a realitzar la voluntat de Déu en la seva vida i, si són cristianes, a unir al sacrifici de la creu del senyor les dificultats que poden trobar a causa de la seva condició. | » |
| — Catecisme de l'Església Catòlica, paràgraf 2358 | |   |

Para aquelles persones que tenen atracció per persones del mateix sexe, l'Església Catòlica ofereix el següent consell:
| «                                                 | Les persones homosexuals estan cridades a la castitat. Mitjançant virtuds de domini d'un mateix que eduquin la llibertat interior i, en ocasions, a través del recolzament d'una amistat desinteressada, de l'oració i la gràcia sacramental, poden i deuen acostar-se, de manera gradual i resoluda, a la perfecció cristiana. | » |
| — Catecisme de l'Església Catòlica, paràgraf 2359 | |   |

L'Església crida a la castedat universal per a totes les persones, d'acord amb el seu estat en la vida. No obstant això, els catòlics heterosexuals tenen l'opció d'expressar la seva castedat a través de l'amor en el matrimoni i els homosexuals poden tenir relacions interpersonals uns amb els altres, amb tal que siguin célibes. En documents més recents, el Magisteri de l'Església ha tornat a ocupar-se del tema de forma més concreta i actual.
Així, l'any 2003, la congregació per a la doctrina de la fe va publicar, amb el consentiment del Papa Joan Pau II, un document titulat Consideracions sobre els projectes de reconeixement legal de les unions entre persones homosexuals. En la introducció aclareix que es tracta d'un document que reprèn el ja afirmat en el magisteri sobre l'homosexualitat per −a partir d'això− donar orientacions als polítics catòlics sobre el tema. Després de recordar els ensenyaments de l'Església sobre el matrimoni, afirma que no es pot establir una analogia entre el designi diví sobre el matrimoni i les unions homosexuals que anirien contra la llei natural. Així mateix recorda la condemna que des de la Sagrada Escriptura existeix sobre els actes homosexuals.
Segons el document, tot i que de vegades l'Estat pugui assumir una actitud de tolerància en relació amb aquestes unions, convé que busqui contenir el fenomen dins de “els límits que no posin en perill el teixit de la moralitat pública”. Convida als polítics catòlics a oposar-se, de manera clara i incisiva, a qualsevol intent de reconèixer legalment les unions homosexuals.
A aquestes indicacions pràctiques segueixen altres de caràcter més teòric sobre la funció de la llei civil i la seva relació amb la llei moral, la impossibilitat d'adopció de nens per part d'aquestes parelles i les conseqüències d'una possible redefinició de la noció de matrimoni. Atès que les parelles homosexuals sempre poden acudir al dret comú perquè els seus drets i reivindicacions en situacions jurídiques de mutu interès siguin tutelats, el document afirma que no es pot invocar aquest motiu per normar tals unions a l'estil del matrimoni.
Finalment ofereix als polítics catòlics les pautes d'acció: ha d'expressar clara i públicament el seu desacord i votar en contra de qualsevol proposta de llei en favor de la legalització d'unions homosexuals. Si la llei estigués ja en vigor, s'ha d'oposar a ella amb tots els mitjans legals a la seva disposició i, si això no fos possible, la Congregació per a la doctrina de la fe recorda una frase de l'Evangelium Vitae: pot, lícitament, oferir el seu suport a propostes encaminades a limitar els danys d'aquesta llei i disminuir així els efectes negatius en l'àmbit de la cultura i de la moralitat pública, amb la condició que sigui «clara i notòria a tots» la seva «personal absoluta oposició» a lleis semblants i s'hagi evitat el perill d'escàndol (número 10).
La congregació per a l'educació catòlica −juntament amb la Congregació per al Culte Diví i la Disciplina dels Sagraments− afirma que es prohibeix que siguin admeses a les sagrades ordres les persones que practiquin l'homosexualitat, presentin tendències homosexuals profundament arrelades o sostinguin l'així anomenada cultura gai. Afirma el document que tals persones no estan en condicions de relacionar-se correctament amb els altres a la manera de Crist. Si es tracta, en canvi, de tendències homosexuals que són expressió d'una dificultat transitòria, els candidats podrien ser admesos als ministeris sempre que portin almenys tres anys de superació d'aquesta prova. Ara bé, encara que la responsabilitat de cridar als candidats és del bisbe i del rector del seminari, és competència del director espiritual i al confessor, desaconsellar el seguir endavant o rebre les sagrades ordres a aquelles persones que presentin disturbis sexuals incompatibles amb el sacerdoci.

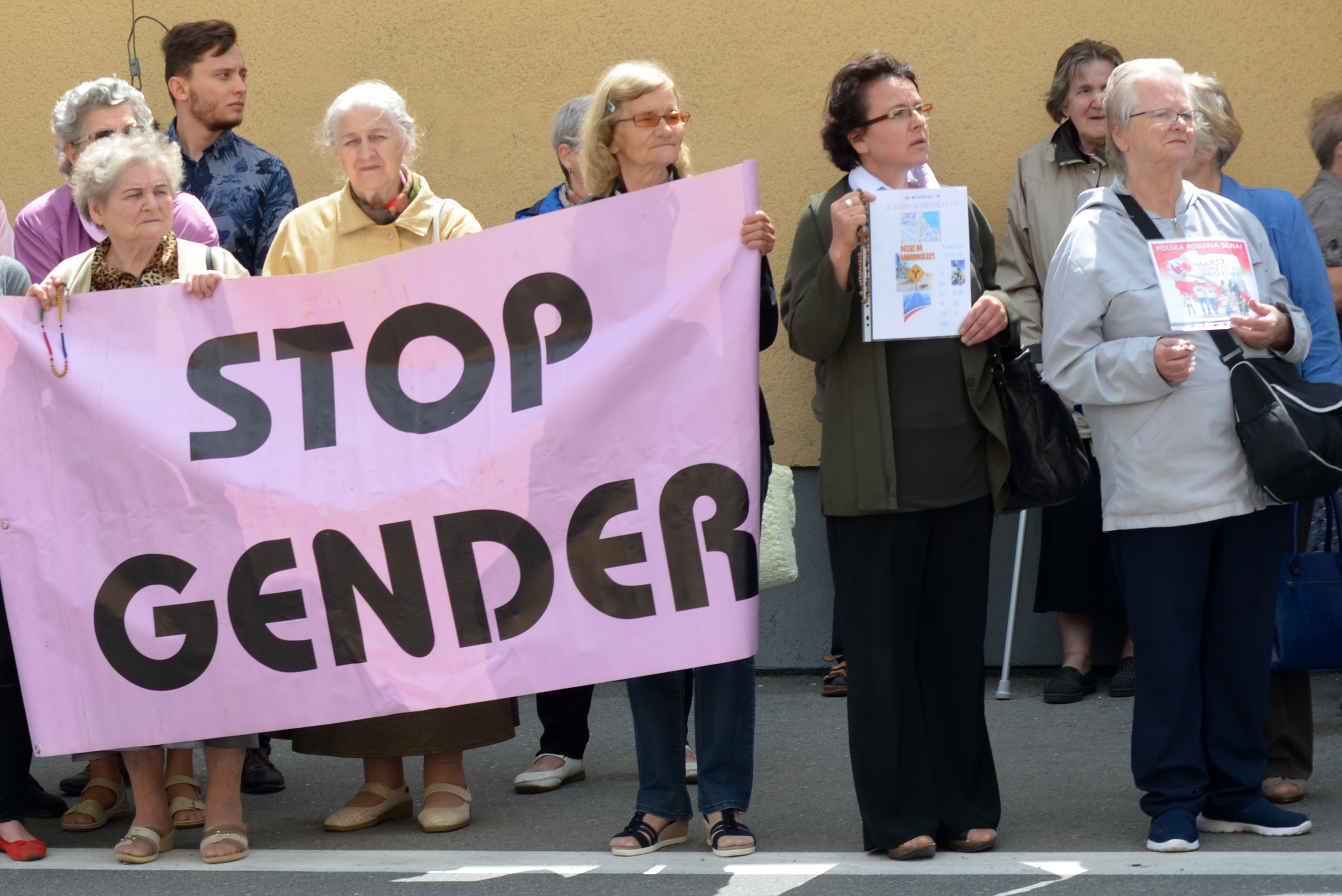
Manifestants catòlics anti-gai durant la Marxa de la Igualtat a Rzeszów de 2018

### Aplicació de la posició oficial
En 2008 l'observador permanent de la Santa Seu a les Nacions Unides, Celestino Migliore, comentà que l'Església Catòlica s'oposava a una proposta de França a l'ONU, en nom de la Unió Europea, per a la legalitzar l'homosexualitat a tots els països En paraules de Migliore, 
| «                                                                          | El Catecisme de l'Església Catòlica diu, i no d'ara, que en les relacions amb les persones homosexuals s'ha d'evitar qualsevol senyal d'injusta discriminació. Però aquí, la qüestió és una altra. […] Amb una declaració de valor polític subscrita per un grup de països, es demana als estats i als mecanismes internacionals actuacions i control dels drets humans, que afegeixin una nova categoria protegida de la discriminació, sense tenir en compte que, si s'adopta, es crearien noves i implacables discriminacions. Per exemple, els estats que no reconeixen la unió entre les persones del mateix sexe com "matrimoni" es veurien en la picota i objecte de pressions. | » |
| — Celestino Migliore, observador permanent de la Santa Seu en l'ONU (2008) | |   |

Una posició similar fou presa per l'Església a l'Índia en 2009, unint-se a les declaracions de representants de les religions hindú i musulmana, després de la decisió del Tribunal Suprem de declarar nula la secció 377 del codi penal indi, que condemnava el "sexe contra natura", una resta de la legislació colonial britànica. La Llei, que no havia estat utilitzada amb freqüència, era una espasa de Damocles per als homosexuals. El portaveu de la conferència episcopal de la India, Joseph Babu es posicionà en contra de la decisió del Tribunal Suprem. Quan se li preguntà pels drets individuals dels homosexuals respongué: 
| «             | […] la societat té el dret de considerar els aspectes ètics i morals de la vida d'un individu. La legalitat és una cosa, però també hi ha alguna cosa més en la vida humana que la legalitat, com l'ètica i la moralitat. És amb aquesta base que l'Església considera aquesta decisió judicial inacceptable. | » |
| — Joseph Babu | |   |

El cardenal Varkey Vithayathil, arquebisbe major de l'església siria malabar i president de la conferència episcopal catòlica de la India, en un comunicat afirmà que:
| «                           | […] Tot i que descriminalitzar l'homosexualitat no la fa moral […] El govern no hauria de donar la impressió de que l'homosexualitat està autoritzada. Hi ha individus, tant homes com dones, amb una orientació sexual cap al seu mateix sexe que és adquirida per les circumstàncies, i una petita secció d'ells tenen una inclinació sexual innata. En ambdós casos és una condició patològica, de les que l'adquirida pot ser revertida per mètodes terapèutics. [...] Tot i així, això no significa que els actes homosexuals siguin morals; són intrínsecament malvats. l'anomenat matrimoni homosexual és immoral en qualsevol context; […] "Drets gais" és un terme equivocat, de la mateixa manera que no hi ha "dret" per a una minoria de persones que són cleptòmanes o bé [Assassí en sèrie\|assassins en sèrie]], que diuen que tenen tendències innates a robar o matar. Fins i tot les persones heterosexuals no tenen dret a casar-se si són impotents, dements o bé persones amb malalties perilloses incurables. Oferir la impressió de que l'homosexualitat és moral duria l'anarquia sexual, incloent l'abús de menors a la societat. ... | » |
| — Varkey Vithayathil (2009) | |   |

En 2016 la Conferencia Episcopal de Malawi emeté una carta pastoral en la qual considerava que "la homosexualitat és un dels principals problemes del país" i sol·licitava al govern que acabés amb la moratòria de l'ús de les lleis que criminalitzen l'homosexualitat, moratòria insegura que el govern introduí en 2012 per pressions internacionals i mentre la Cort Constitucional de Malawi delibera sobre el cas de tres homes acomplint penes d'entre 10 i 14 anys per practicar l'homosexualitat:
| «                                        | Coincidim amb tots aquells que han retret al Govern la imposició d'una moratòria en les lleis que regeixen els actes homosexuals. Això significa que els culpables d'actes o unions homosexuals no poden ser processats. El Govern s'ha inclinat davant la pressió de la comunitat de donants, els organismes internacionals i els activistes locals de drets humans. Com a pastors, trobam aquest camí molt desafortunat. És un acte de traïció per part d'aquells que tenen el poder de vendre per diners el nostre país a pràctiques estrangeres i a tendències contràries a la voluntat de Déu. | » |
| — Conferència Episcopal de Malawi (2016) | |   |

## Debat a l'Església
Igual que ha ocorregut amb la majoria de les denominacions cristianes, els ensenyaments oficials pel que fa a l'homosexualitat han estat qüestionats per catòlics laics, teòlegs prominents i clergues ordenats de l'alta jerarquia. Sovint, els individus que estant ordenats, han promogut formes de dissidència o discordança amb la posició oficial de l'església, han estat retirats de les seves posicions d'influència. De forma general, existeix un cert debat dins de l'Església catòlica pel que fa a la importància de la posició actual sobre l'homosexualitat, en el qual alguns busquen la seva reforma, mentre que d'altres defensen la seva preservació.

### Dissidència amb la posició oficial
Hi ha hagut diversos casos d'individus que han qüestionat o promogut visions diferents de la compatibilitat de la fe catòlica amb una identitat o estil de vida homosexual. Exemples importants de teòlegs que han estat crítics amb els ensenyaments de l'Església respecte a l'homosexualitat de l'ex capellà catòlic Charles Curran, que fou retirat després de la Universitat Catòlica d'Amèrica (Universitat Catòlica dels Estats Units). Curran declarà que era inapropiat analitzar la moralitat de les accions des d'una perspectiva física, afirmat que 
| «                | He vingut a acceptar la legitimitat moral de la unió de dos homes gais o dues dones lesbianes... he refusat, perquè no arriba prou lluny, la comprensió pastoral de que una cosa pot ser objectivament errònia però no subjectivament pecaminós. | » |
| — Charles Curran | |   |

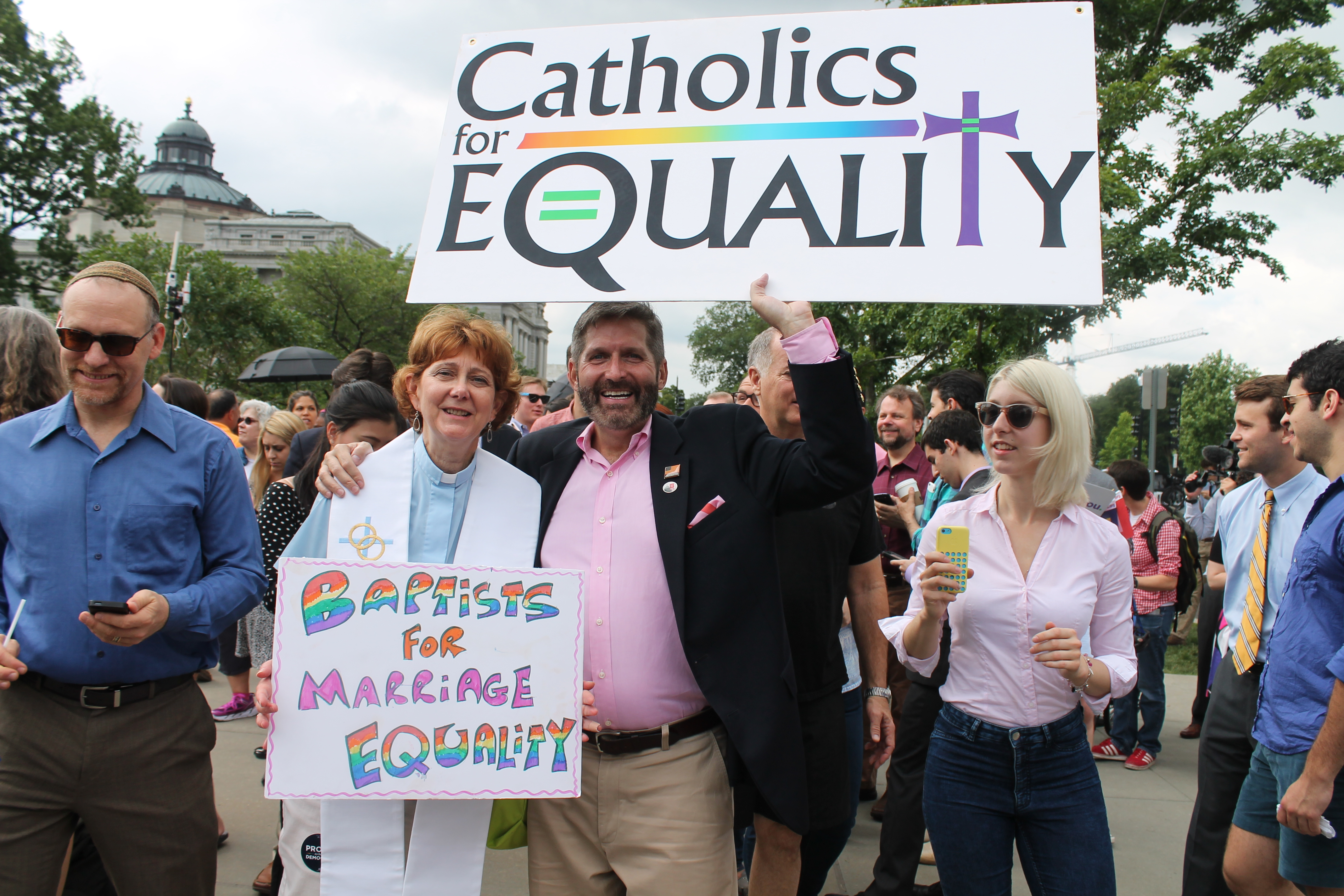
Jornada a favor de la igualtat de matrimoni davant de la Cort Suprema dels Estats Units, l'any 2015

Curran també va comentar que la Congregació per a la Doctrina de la Fe va intentar silenciar, de manera sistemàtica, els autors crítics dels ensenyaments sobre l'homosexualitat. El sacerdot catòlic James Alison argumenta que la comprensió proposada pel Cardenal Ratzinger en l'obra "Sobre la cura pastoral de les persones homosexuals" és "incompatible amb l'Evangeli" i sintetitza que "no pot ser un ensenyament de l'Església". Alison diu que: 
| «        | Aquest ensenyament s'està interposant entre el respecte a Crist i la nostra pròpia noció de ser, d'una forma que tendeix a pervertir el respecte per un Déu que ens estima com som i, essent estimats, percebrem que ens convertim en algú diferent. Està ensenyant, al contrari, que Déu només ens estimarà si partim d'un altre lloc. | » |
| — Alison | |   |

A més d'això, en A Question of Truth, el sacerdot dominic Gareth Moore critica a l'Església per estar obcecada per assumptes sexuals i el seu suposat «significat» moral, argumentant que podrien significar el que volem que signifiqui. Moore conclou que: «no hi ha bons arguments, ni en les Escriptures ni en la llei natural, contra el que s'ha donat a cridar relacions homosexuals. Els arguments presentats per mostrar que tals relacions són immorals són dolents.».
També hi ha hagut acadèmics que han realitzat publicacions desafiant la manera com l'homosexualitat és tractada pel catolicisme. El més notable és possiblement John Boswell, que va escriure el llibre Christianity, Social Tolerance and Homosexuality (Cristianisme, Tolerància Social i Homosexualitat), en el qual se situa contra els ensenyaments contemporanis de l'Església pel que fa a l'homosexualitat. En el llibre següent, Same Sex Unions in Pre Modern Europe (Unions Homosexuals en l'Europa Pre-moderna) Boswell explica que el propi Jesús va ser a una cerimònia d'unió entre persones del mateix sexe.
De la mateixa com hi ha hagut discordança acadèmica a l'Església, també hi ha hagut discordances pràctiques i ministerials en el clergat i la jerarquia eclesiàstica. Un exemple notable de catòlics ordenats que van causar controvèrsia per les seves accions i ministeri respecte als homosexuals, han estat fra Robert Nugent i Jeannine Grammick, creadors del New Ways Ministry, i castigats per la Congregació per a la Doctrina de la Fe, a causa d'una al·legada ànsia per dissentir de la posició oficial de l'Església i per enganyar persones homosexuals.
De forma semblant, els bisbes nord-americans Thomas Gumbleton de l'Arxidiòcesi de Detroit i Matthew Clarke de la Diòcesi de Rochester van ser condemnats per la seva associació amb el New Ways Ministry i la promoció del concepte teològic de primacia de la consciència com a alternativa a l'ensenyament de l'Església.
La disposició del bisbe francès Jacques Gaillot de predicar un missatge sobre l'homosexualitat contrària a la posició oficial és considerada com un dels factors que va causar la remoció dels seus deures envers la diòcesi. Per al sacerdot Pedro María Reyes Vizcaíno, el dret canònic de l'Església estableix que:
| « | Ningú no està obligat a adherir-se a la doctrina que indica que els actes homosexuals són pecaminosos, però la llibertat religiosa exigeix que es respecti que alguns ho considerin així. Això sí, qualsevol autor catòlic demanarà a les persones amb tendència homosexual que si no volen creure en la capacitat de l'Església per a jutjar la moralitat dels actes homosexuals, al manco atenguin als arguments de raó que s'han donat en aquest sentit. No pocs rebutgen els arguments de raó que ofereixen els autors catòlics, titllant-los d'imposició de doctrines religioses a la societat, cosa que amaga una discriminació cap aquests autors perquè rebutgen els seus arguments sense analitzar-los pel simple fet de que qui els enuncia professa una determinada confessió religiosa. | » |

## Homosexualitat i catolicisme a Espanya
L'aprovació del projecte de la Llei 13/2005, que aprovaria el matrimoni entre persones del mateix sexe a l'Estat Espanyol, va ser rebuda amb preocupació per part de les autoritats catòliques, inclòs el Papa Joan Pau II, que va advertir un debilitament dels valors de la família, com també ho ha fet el seu successor el Papa Benet XVI. El cardenal Alfonso López Trujillo, aleshores president del Consell Pontifici per a la Família, va dir que l'Església estava fent una crida urgent a la llibertat de consciència per als catòlics i va apel·lar que es resistissin a la llei. També va dir que totes les professions relacionades amb l'execució dels matrimonis del mateix sexe s'havien d'oposar, encara que això signifiqués perdre la feina. Una enquesta va mostrar que tres quartes parts dels espanyols creuen que la jerarquia de l'Església no està en contacte amb la realitat social.
El 19 de juny de 2005 hi va haver una protesta pública contra la llei. Els manifestants - dirigits per membres del Partit Popular, els bisbes espanyols i el Fòrum Espanyol de la Família - van dir que havia reunit 1,5 milions de persones contra el que consideraven un atac a la família tradicional; la Delegació del Govern a Madrid va comptabilitzar 166.000 persones. Dues setmanes després d'aquesta protesta, coincidint amb el Dia de l'Orgull LGBT, FELGT (Federació Estatal de Lesbianes, Gais, Transsexuals i Bisexuals) estima que dos milions de persones es van manifestar a favor de la nova llei, fonts policials van comptabilitzar 97.000 persones.
Els bisbes espanyols també van afirmar que el govern, mitjançant l'ampliació del dret de matrimoni a parelles del mateix sexe, havia debilitat el sentit del matrimoni, que defineixen com una participació d'una parella heterosexual. El Fòrum Espanyol de la Família va expressar la seva preocupació per la possibilitat que parelles homosexuals poguessin adoptar i criar nens, i van argumentar que l'adopció no és un dret dels pares, sinó de l'adoptat. Associacions gais van respondre que l'adopció de facto per part de parelles del mateix sexe havia existit durant molt de temps a Espanya, ja que en moltes parelles un dels membres adoptava el fill de la seva parella. L'adopció per part de parelles homosexuals ja era legal a Navarra, Astúries, Aragó, País Basc i Catalunya. Aquestes associacions també van argumentar que no hi havia base científica sobre que l'orientació sexual dels pares podria causar problemes de desenvolupament en els nens adoptats; opinió que coincideix amb la postura del Col·legi Oficial de Psicòlegs, que també afirma que l'homosexualitat no és una patologia.

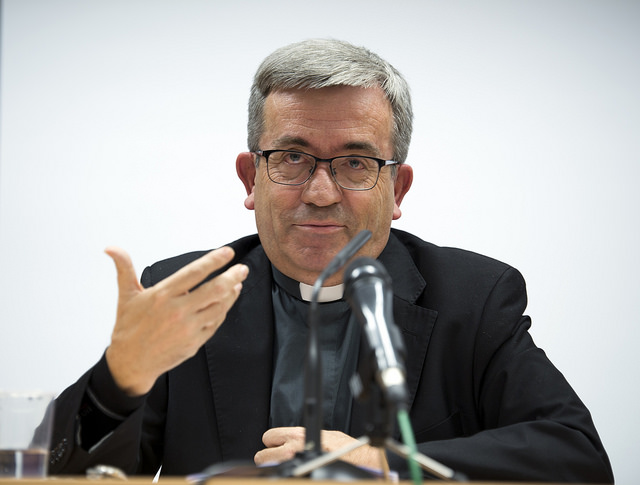
Luis Javier Argüello secretari general i portaveu de la Conferencia Episcopal Espanyola

L'oposició de la Conferència Episcopal Espanyola envers l'homosexualitat ha continuat mantenint-se amb posterioritat a l'aprovació del matrimoni entre persones del mateix sexe, sense mostrar intenció o interès en plantejar algun tipus de canvi en aquest sentit. En 2018, El secretari general de la Conferencia Episcopal Espanyola, Luis Argüello, definí, poc després d'accedir al càrrec, als homes homosexuals com a dient que no són "del tot homes". De manera més recent, ha avalat els cursos de "sanació espiritual" de l'homosexualitat.

## Actualitat
En data recent, en opinar sobre l'ús del preservatiu, el papa Benet XVI va parlar específicament sobre el cas dels homosexuals que practiquen la prostitució.